# Genealogías feministas en el arte español
Genealogías feministas en el arte español: 1960-2010 es el nombre de una publicación que surge a partir de la exposición con el mismo título realizada del 24 de junio de 2012 al 24 de febrero de 2013 en el museo español MUSAC de León comisariada por Patricia Mayayo y Juan Vicente Aliaga. Recoge la investigación de estudiosas del feminismo en su relación con la producción artística generada en España desde los años sesenta e incluye ensayos de Rocío de la Villa, Isabel Tejeda, Beatriz Preciado, Noemí de Haro entre otras.

## Exposición
La exposición Genealogías feministas surge de un estudio en la historiografía artística española que aborda los temas principales del feminismo y cómo este discurso ha sido planteado posteriormente en otras instituciones. Abarca desde los años 60 bajo la dictadura franquista con obras de protesta y denuncia, pasando por el realismo en la que la representación de la mujer ha sido basada en la familia, los cuidados, hasta los trabajos más conceptuales del siglo XXI. Un espectro plural que responde a un recorrido del arte hecho en España a lo largo de estos años.
La exposición contó con artistas como: Esther Ferrer, Carmen Calvo, Paz Muro, Carlos Pazos, Miguel Benlloch, O.R.G.I.A, Post-Op, Mari Chordà, Marisa González, Isabel Villar, Eulàlia Valldosera, Cristina Lucas, Ana Navarrete, Juan Hidalgo, Mau Monleón, Alicia Framis, Paloma Navares, Marina Nuñez entre otros. Aunque mayoritariamente la mayoría de participantes fueron mujeres artistas, se incluyó a varios varones que habían trabajado estos temas de identidad sexual y el género. 
Como complemento a la exposición se realizaron dos seminarios, uno en el Museo Reina Sofía de Madrid seguido de otro en el MUSAC de León en febrero de 2013.

## Publicación
El libro del mismo título y editado por los autores de la exposición, Mayayo y Aliaga, contiene una revisión teórica y gráfica con aportaciones relevantes en la materia. No solo es un catálogo de la exposición sino también una publicación con ensayos de autoras feministas.
Está organizado en varios apartados siguiendo el recorrido de las salas de exposición. 

### Parte 1 -Historias
Imaginando nuevas genealogías por Patricia Mayayo
- Lo que las obras rezuman por Juan Vicente Aliaga
- El feminismo en los discursos expositivos y relatos museográficos en España por Olga Fernández López

### Parte II- Recorridos
-Mujeres artistas e imágenes de la opresión femenina en el rrelismo crítico por Noemí de Haro García
- Artistas españolas bajo el franquismo por Isabel Tejeda
- Feminismo y arte en Cataluña en la década de los sesenta y setenta. por Assunta Bassas Vila
- En torno a la generación de los noventa por Rocío de la Villa
- Occupy sex. Notas desde la revolución feministapornopunk por Beatriz Preciado.